# Nycteola bistrigata
Nycteola bistrigata är en fjärilsart som beskrevs av Obraztsov 1953. Nycteola bistrigata ingår i släktet Nycteola och familjen trågspinnare. Inga underarter finns listade i Catalogue of Life.